# RPA & The United Nations of Sound
RPA & The United Nations of Sound es el título del cuarto disco de Richard Ashcroft. En esta ocasión, el título hace referencia a los nuevos integrantes de la banda de Ashcroft, que tocan con él (The United Nations of Sound): Steve Wyreman (guitarra), Dwayne "DW" Wright (bajo), además de Rico Petrillo (piano y teclados), Qyu Jackson (batería y percusión) y Derrick Wright (batería y percusión - en estudio). Ashcroft reclutó a estos músicos en 2010, poco después de la separación definitiva de The Verve, en agosto del 2009.
El cuarto álbum salió a la venta el 19 de julio de 2010, con el promo-sencillo "Are You Ready?" y el primer sencillo "Born Again" (lanzados el 18 de enero y el 19 de julio, respectivamente), además de otras 10 nuevas canciones (haciendo un total de 12). El disco había sido producido por No I.D., quién antes había trabajado con el rapero estadounidense Jay-Z, entre otros. El álbum no ha tenido mucho éxito, al igual que los sencillos lanzados, ya que las críticas fueron generalmente negativas, aunque debutó como número 20 en los charts de Reino Unido, pero cayendo la semana siguiente al número 59.
- The United Nations of Sound (2010) #20 (RU)

El disco fue lanzado en Estados Unidos a principios de 2011, donde Ashcroft dio una serie de conciertos.

## Curiosidades
Are you ready?
La canción "Are you ready?" emplea un sample de la canción "On time" de los Bee Gees.
Esta canción fue usada en la final de la Copa del mundo de fútbol y también el canal FOX de televisión empleó dicho tema para algunos partidos del mundial de baloncesto.
La marca de coches Volkswagen, escogió la canción "Are you ready?" para su nuevo anuncio de televisión, Volkswagen Jetta.
"Are you ready?" sonará en los créditos finales de la nueva película (que se estrenará en los cines en 2011) de Matt Damon, "Destino oculto" (The Adjustment Bureau).
She brings me the music
"She brings me the music" apareció como banda sonora de la serie 'Chuck' del canal de televisión NBC.
Born Again
Otra curiosidad es que la canción "Born Again" en el videoclip, cuenta con un nuevo efecto de sonido que no fue incluido en la versión del disco. Dicho efecto empieza a escucharse en el tiempo 0:52 hasta 3:19 aproximadamente.